# ثلاثي ميثيل الزرنيخ
 ثلاثي ميثيل الزرنيخ مركب كيميائي من مركبات الزرنيخ العضوية له الصيغة المجملة C3H9As، ويكتب أيضاً على الشكل CH3)3As)، ويرمز له AsMe3. ويكون على شكل سائل عديم اللون، له رائحة تشبه رائحة الثوم.

## التاريخ
حضر ثلاثي ميثيل الزرنيخ لأول مرة عام 1854. وفي عام 1893 قام العالم الإيطالي بارتولوميو غوسيو Bartolomeo Gosio بنشر أبحاث تنص على أن بعض أنواع الفطريات يسمى Scopulariopsis brevicaulis التي تنمو على أوراق الجدران المتهالكة والمطلية بطلاء حاوي على الزرنيخ تقوم بإصدار غاز سام، أسماه غاز غوسيو Gosio gas، واكتشف لاحقاً أنه يحوي على ثلاثي ميثيل الزرنيخ. تقوم هذه الفطريات باستقلاب الزرنيخ داخلها وتقوم بعملية مثـْيَلة فتنتج مركبات ميثيل الزرنيخ المختلفة. كان الزرنيخ يدخل سابقاً في تركيب بعض أنواع الخضب مثل أخضر باريس وأخضر شيله.
على الرغم من ذلك، فإن بعض الدراسات الحديثة أظهرت أن ثلاثي ميثيل الزرنيخ له سمية ضعيفة نسبياً، قد لا تؤدي إلى حدوث الوفاة أو إلى حدوث الأعراض الصحية الخطيرة التي دونت في القرن التاسع عشر.

## الخواص
- لا ينحل ثلاثي ميثيل الزرنيخ في الماء بشكل جيد في الماء، إنما بشكل جزئي، لكنه ينحل في أغلب المحلات العضوية.
- حسب نظرية تنافر أزواج إلكترونات غلاف التكافؤ VSEPR theory، فإن لثلاثي ميثيل الزرنيخ بنية هرمية، تكون فيها أبعاد الرابطة As-C زرنيخ-كربون 1.519 Å، أما الزاوية  C-As-C فتبلغ 91.83°.[7]
- يتأكسد ثلاثي ميثيل الزرنيخ بأكسجين الهواء ليعطي ثلاثي ميثيل أكسيد الزرنيخ حسب المعادلة:

AsMe3  +  1/2 O2  →  OAsMe3

## الوفرة الطبيعية والتحضير
ينتج ثلاثي ميثيل الزرنيخ كناتج لعملية استقلاب الزرنيخ في البكتريا والفطريات. تحدث هذه العملية طبيعياً في الصخور والأتربة الحاوية على تراكيز منخفضة من الزرنيخ تصل إلى مستويات جزء في المليون. وجدت آثار بتراكيز منخفضة جداً (جزء في البليون) من ثلاثي ميثيل الزرنيخ في الغازات الناتجة عن مراكز ردم النفايات في ألمانيا وكندا والولايات المتحدة، حيث كان AsMe3 المركب الأساسي الحاوي على الزرنيخ في ذلك الغاز.

يحضر ثلاثي ميثيل الزرنيخ مخبرياً من تفاعل أكسيد الزرنيخ الثلاثي مع ثلاثي ميثيل الألومنيوم:
As2O3  +  1.5 [AlMe3]2  →   2 AsMe3  +  3/n (MeAl-O)n

## السلامة
يعد ثلاثي ميثيل الزرنيخ من المركبات الخطرة. مع أن البعض يعتبر أن خطورته مهولة أكثر مما هي عليه.
تنشأ خطورة التسمم بمركبات الزرنيخ العضوية من تفاعلها مع البروتينات الحاوية على الكبريت في الجسم، مما ينتج عنه تعطيل دورة حمض الستريك، بالإضافة إلى توقف عملية فسفرة على مستوى الركازة Substrate-level phosphorylation في عملية التحلل السكري.